# Озидда
Озидда (итал. Osidda) — коммуна в Италии, располагается в регионе Сардиния, в провинции Нуоро.
Население составляет 266 человек (2008 г.), плотность населения составляет 10 чел./км². Занимает площадь 26 км². Почтовый индекс — 8020. Телефонный код — 079.

## Демография
Динамика населения:

## Администрация коммуны
- Официальный сайт: